# Ribersborgs kallbadhus
Ribersborgs kallbadhus är en badanläggning på Ribersborgsstranden i Malmö, ca 1 km sydväst om Turning Torso. Lokalt kallas badhuset Kallis av yngre och nyinflyttade, och Kallbadhuset eller Ribban (som vanligen inkluderar hela stranden) av äldre, ett smeknamn känt från åtminstone 1920-talet.
Badhuset är ett nakenbad och har separata avdelningar för herrar och damer. På vardera avdelningen finns en vedeldad och en vanlig bastu. Från och med sommaren 2009 kan också damer och herrar ångbasta gemensamt. Det finns även café och restaurang med fullständiga rättigheter.
Anläggningen består till största delen av Malmö Badhusaktiebolags gamla kallbadhus, uppfört på utsidan av Skeppsbron i hamnen 1867. Kallbadhuset låg i vägen när Nyhamnen anlades och hela kallbadhuset flyttades till nuvarande läge på Ribersborgsstranden 1898 på initiativ av käppfabrikanten C H Richter, men förstördes av den så kallade julorkanen 1902, och fick byggas upp på nytt (främst genom tillskjutande av kapital från skeppsredare Johan Lorents Lundberg). Under Baltiska spelen i samband med Baltiska utställningen 1914 hölls tävlingar i simning och vattenpolo vid badhuset och SM i simning avhölls där 1905, 1919 och 1944. Malmö Simarenas banor var 33 ⅓ meter långa och arenan fungerade som Malmös officiella simstadion fram till 1956 då Simhallsbadet invigdes. Huvuddelägare, via Malmö Saltsjöbad AB, fram till 1957 var efterlevande till skeppsredare Lundberg. AB Malmö Saltsjöbad likviderades 1970, men då ägdes det av Malmö Stad. Malmö stad äger och förvaltar byggnaden sedan dess. Driften av bad och restaurang sköts av en arrendator.  
Under första halvan av 2009 renoverades badhuset, allra mest eftersom pålarna som badhuset vilar på höll på att vittra sönder. Malmö stads fritidsförvaltning kritiserades för att det inte gjorts tidigare; Ribersborgs kallbadhus var en av många fritidsanläggningar som försämrades under mitten på 1900-talet. Badhuset återinvigdes 13 juli 2009 med ny arrendator.
Idag är Ribersborgs kallbadhus Nordens största, bäst bevarade och mest välbesökta kallbadhus med 175 000 besökare 2015.

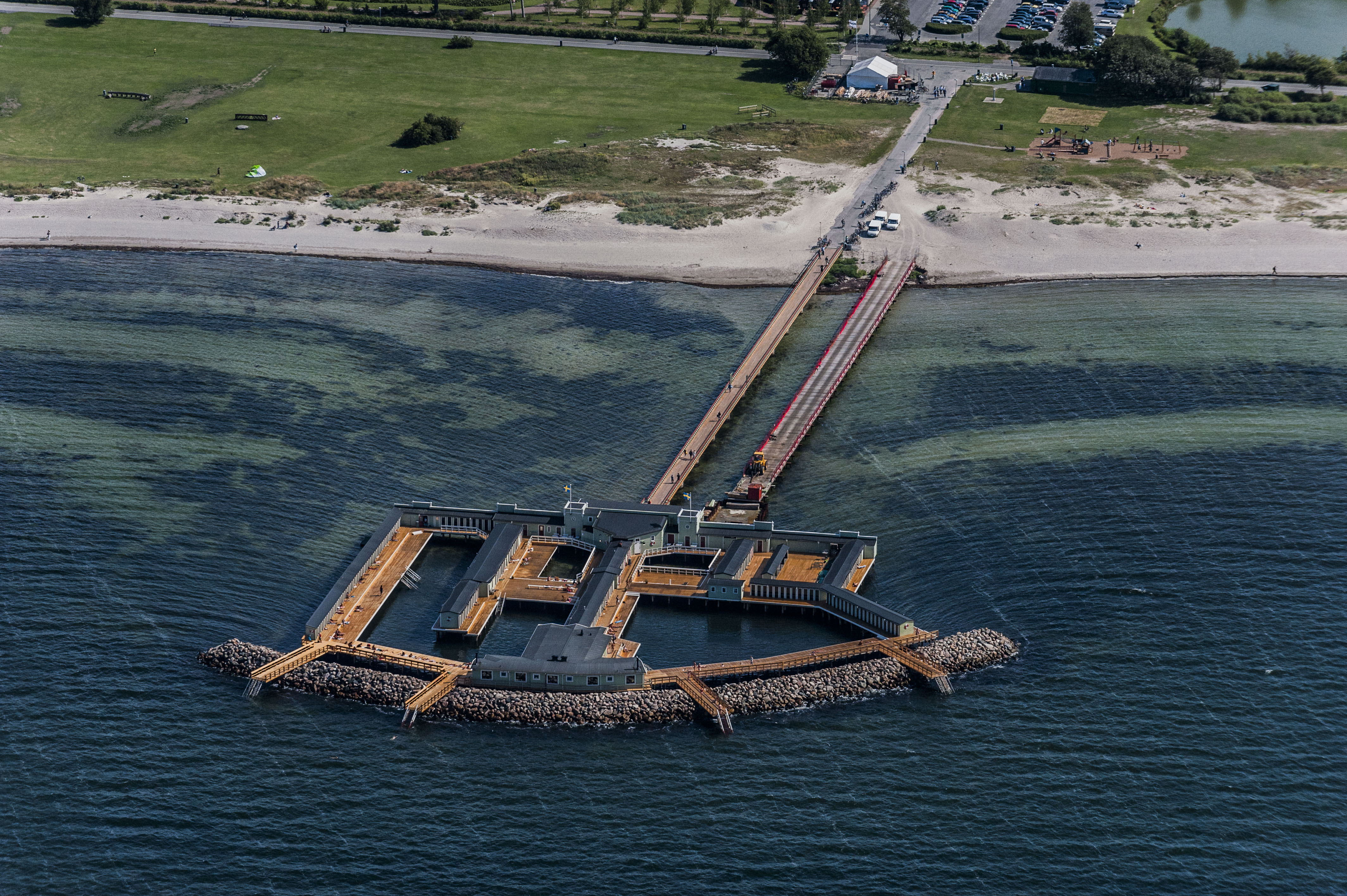
Från ovan